# Szkoła przy ul. Różanej w Poznaniu
Szkoła przy ul. Różanej (Zespół Szkół nr 5) – zabytkowy budynek szkolny zlokalizowany w Poznaniu przy ul. Różanej 1/3, w północnej części Wildy. Znajdująca się w budynku Szkoła Podstawowa nr 42 im. Bolesława Chrobrego tworzy z Przedszkolem nr 115 Sportowa Drużyna Zespół Szkół nr 5.

## Architektura
Szkoła jest twórczym nawiązaniem do renesansowego i barokowego budownictwa Niemiec i Anglii. Uwagę zwracają bogate dekoracje szczytów i wykusz, zawierający salę komputerową. Płaskorzeźby elewacyjne ilustrują popularne europejskie bajki, np. Czerwonego Kapturka lub Jasia i Małgosię. Autorem projektów tych dzieł był Hans Lehmann-Borges z Charlottenburg. Wykonała je zapewne poznańska firma Hülsmann&Bollo.

## Historia
Szkołę zaczęto projektować w 1911 roku. Na początku chciano ją podzielić na dwie szkoły: dla dziewcząt i dla chłopców. Gmach zbudowano w latach 1913–1915, według projektu Hermanna Herrenberga i Adolfa Stahla (Häcker też brał udział w projektowaniu szkoły). Założenie nie zostało nigdy dokończone – zrealizowano gmach główny (26 pomieszczeń lekcyjnych), skrzydło niższe, salę gimnastyczną i domek woźnego, a nie doszła do skutku zabudowa kwartału mieszkalnego. Mimo tego obiekt robi monumentalne wrażenie, zwłaszcza od strony Parku Drwęskich, z którym sąsiaduje. Po zniszczeniach wojennych odbudowywana była w 1946.

## Znani absolwenci[7]
- Małgorzata Wojtkowiak
- Tomasz Ciepły
- Andrzej Witkowski
- Martyna Synoradzka
- Damian Koper

## Ciekawostki
- Na dziedzińcu szkolnym umieszczony był głaz narzutowy o obwodzie 420 cm i wysokości 75 cm. Stanowił on pomnik przyrody[8].